# Trochoideus cruciatus
Trochoideus cruciatus là một loài bọ cánh cứng trong họ Endomychidae. Loài này được Dalman miêu tả khoa học năm 1825.